# Kuikkasaari (ö i Norra Österbotten, Koillismaa, lat 65,77, long 28,88)
Kuikkasaari är en ö i Finland. Den ligger i sjön Käsmäjärvi och i kommunen Kuusamo i den ekonomiska regionen  Koillismaa ekonomiska region  och landskapet Norra Österbotten, i den nordöstra delen av landet, 600 km norr om huvudstaden Helsingfors. Öns area är 0,9 hektar och dess största längd är 180 meter i öst-västlig riktning.